# 石津停留場
石津停留場（日语：／ Ishizu teiryūjō */?）是一個位於日本大阪府堺市西區濱寺石津町中3丁，屬於阪堺電氣軌道阪堺線的停留場。車站編號為HN28。

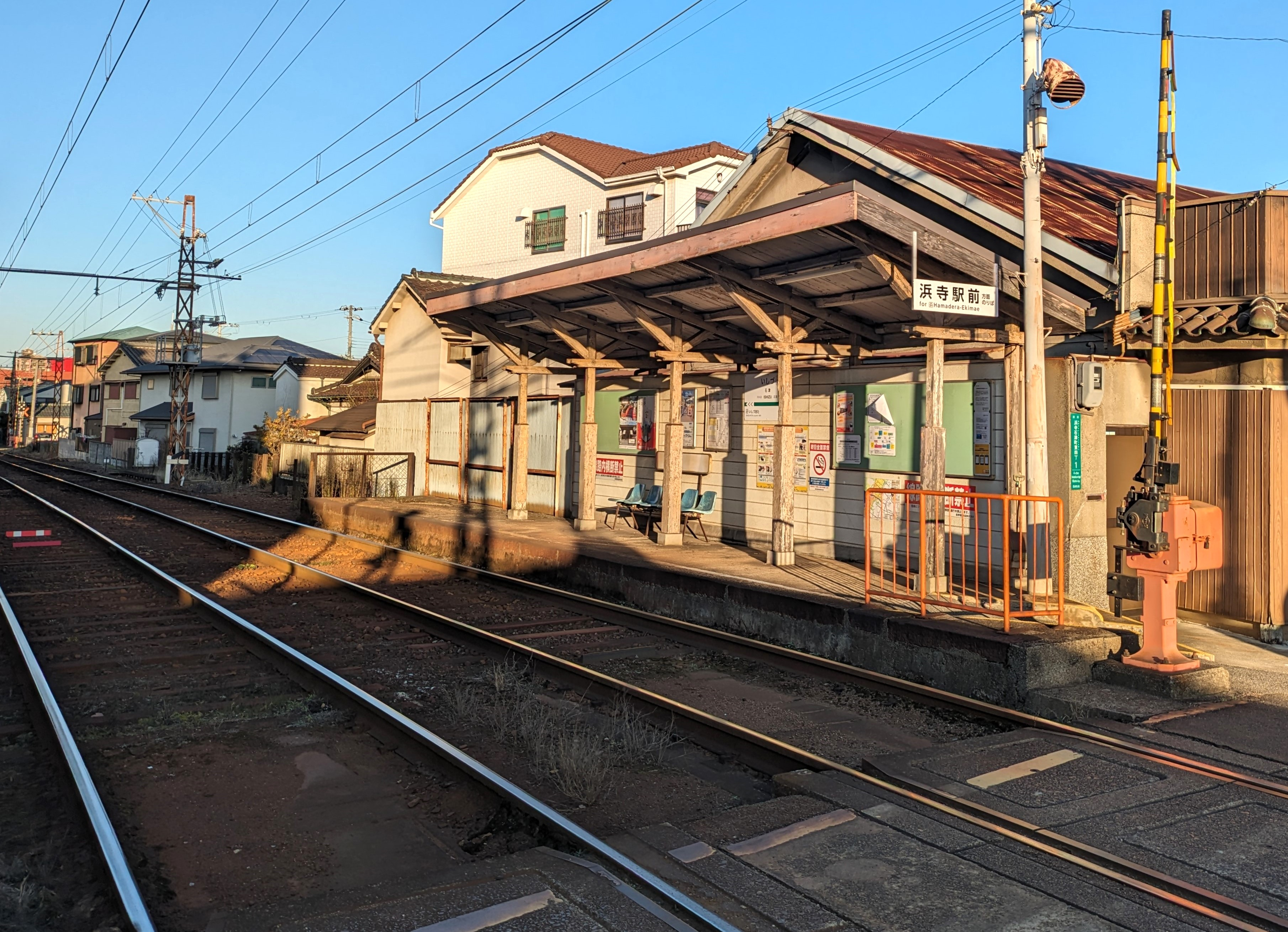
往濱寺前站的月台（2024年1月）

### 車站構造
對向式月台2面2線的地面車站。

## 相鄰停留場
阪堺電氣軌道
■阪堺線
石津北（HN27）－石津（HN28）－船尾（HN29）